# 永楽町 (桐生市)
永楽町（えいらくちょう）は、群馬県桐生市の町名である。郵便番号は376-0044。

## 地理
桐生市の中部に位置する。小曽根町・宮本町とともに桐生市第九区に属する。
町域の東部は糸屋通りを境として本町四丁目・五丁目に、南部は末広町に、西部は山手通りを境として宮前町二丁目に、北部は小曽根町・宮本町一丁目にそれぞれ接する。
町内には桐生織物会館や桐生織物会館旧館、桐生市の水道事務所として建設された西公民館がある。

## 歴史
かつての村松村の一部にあたる。1873年（明治6年）に、今泉村、堤村、本宿村、村松村が合併して安楽土村となる。
1889年（明治22年）の町村制施行により、桐生新町、新宿村、安楽土村、下久方村、上久方村平井が合併して桐生町が発足、安楽土村は桐生町の大字の一つとなる。1921年（大正10年）の市制施行を経て、1929年（昭和4年）に大字が廃止され現在の町名である「永楽町」となった。
かつては西公民館の隣に桐生市役所があった。桐生織物会館旧館は桐生織物同業組合の事務所として建設され、一時、警察署としても使われた。旧水道事務所と桐生織物会館旧館は、ともに登録有形文化財に登録されている。

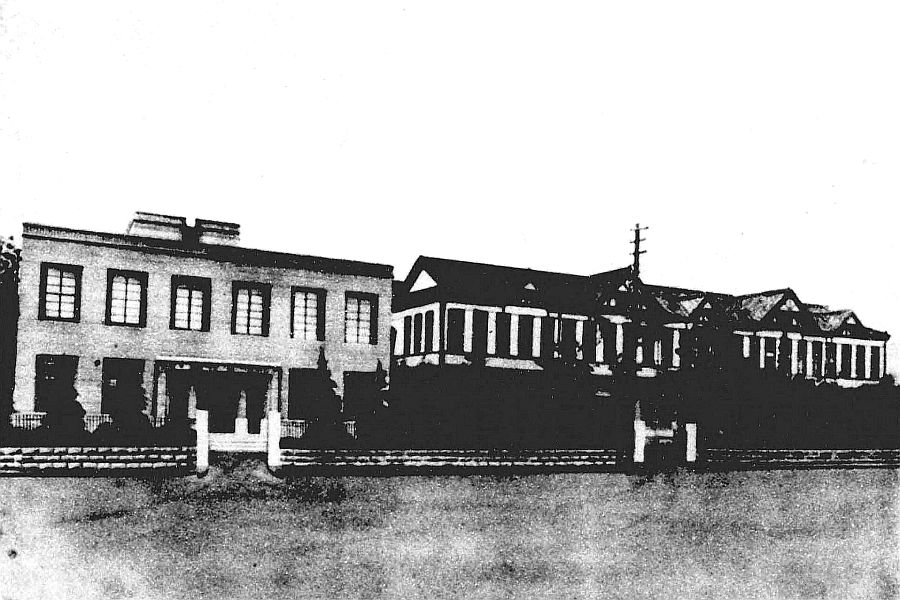
戦前の桐生市役所（右）。左は西公民館。

## 世帯数と人口
2022年（令和4年）1月31日現在の世帯数と人口は以下の通りである。
| 町丁   | 世帯数  | 人口  |
| ------ | ------- | ----- |
| 永楽町 | 170世帯 | 333人 |

## 小・中学校の学区
市立小・中学校に通う場合、学区は以下の通りとなる。
| 番地 | 小学校           | 中学校             |
| ---- | ---------------- | ------------------ |
| 全域 | 桐生市立西小学校 | 桐生市立中央中学校 |

## 交通

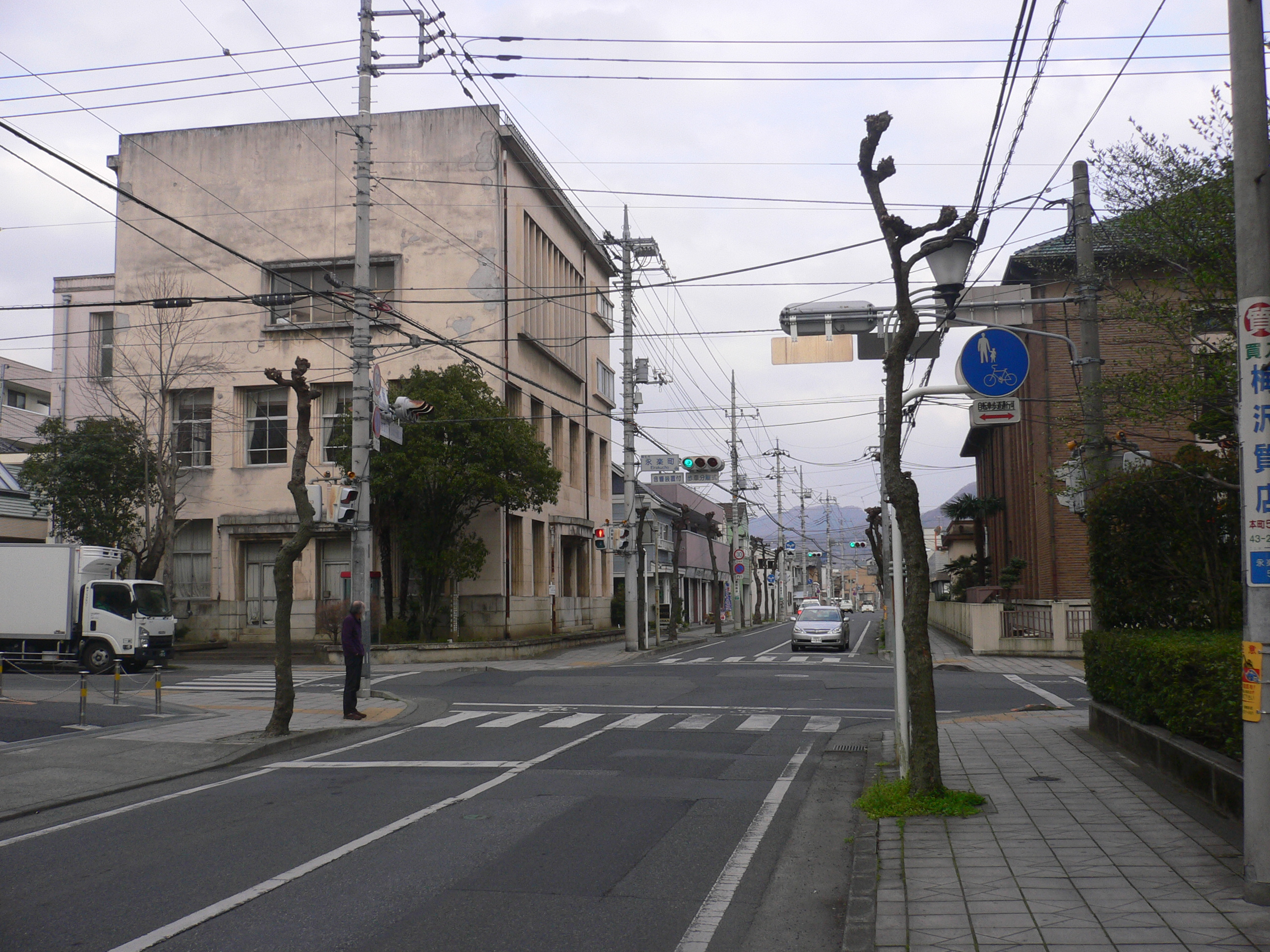
永楽町交差点

### 鉄道
町内に鉄道駅はないが、西桐生駅（宮前町）や桐生駅（末広町）にほど近い。

### 道路
町内を東西方向に永楽町通りが、南北方向に新川橋通りがそれぞれ通じている。

## 施設
- 桐生織物会館・桐生織物記念館（桐生織物会館旧館）
- 桐生市立西公民館（旧水道事務所）
- メガドンキホーテ（旧長崎屋）桐生店
- ビジネスホテル西桐生

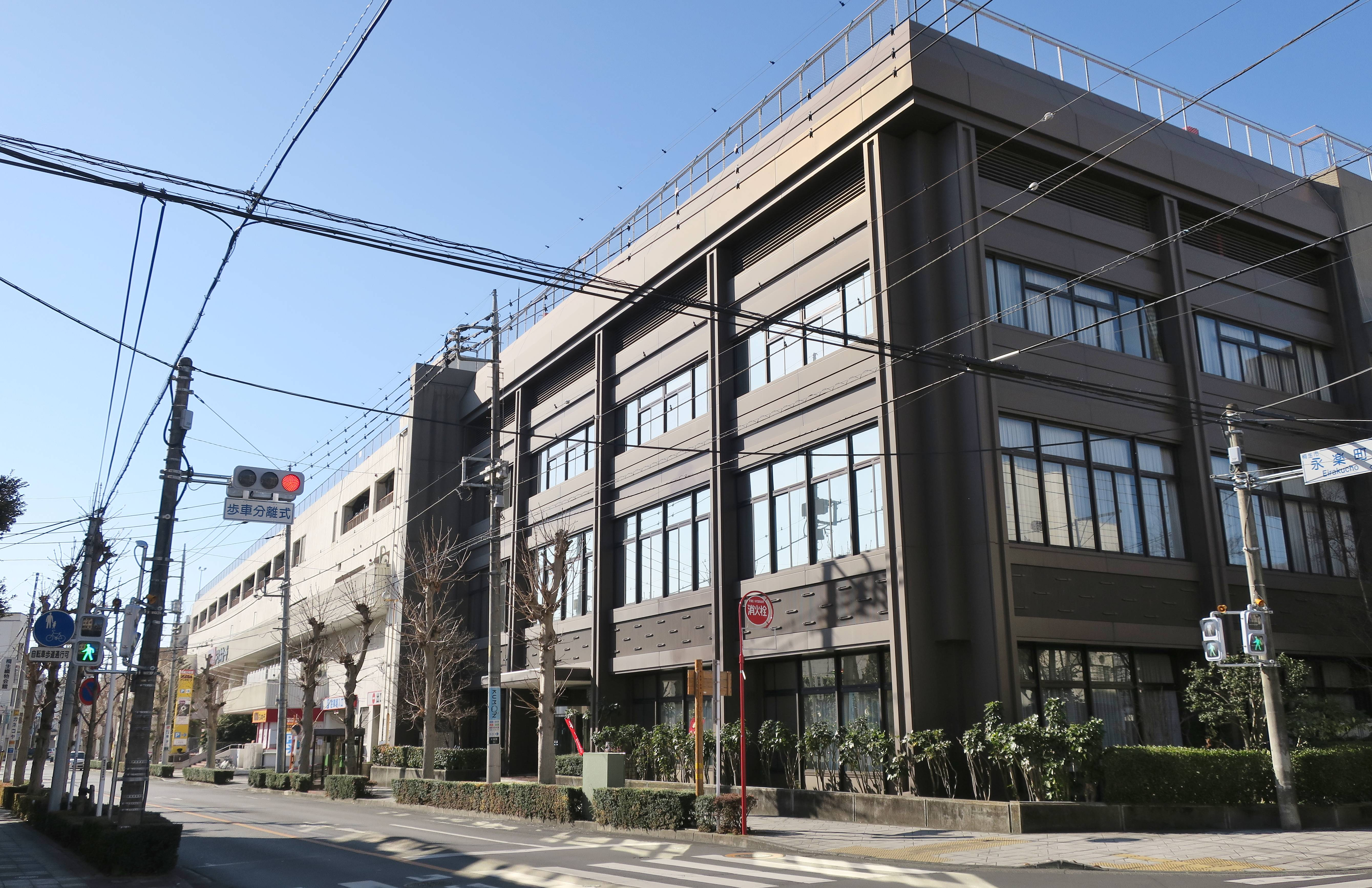
桐生織物会館
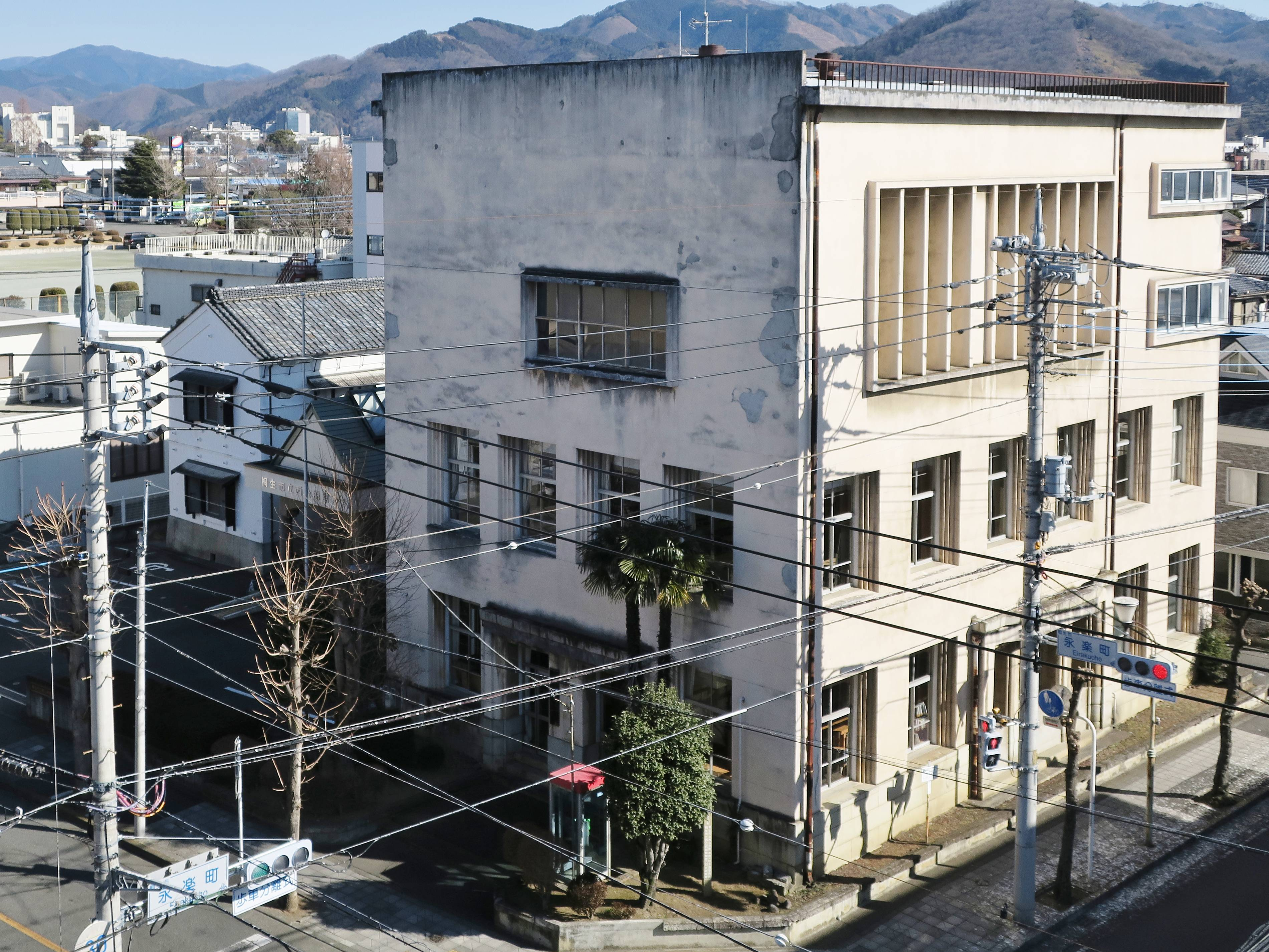
桐生市立西公民館

## 避難所
- 西公民館（洪水災害、土砂災害、地震、内水氾濫時の緊急避難場所及び指定避難所）[6]